# Вільна економічна зона

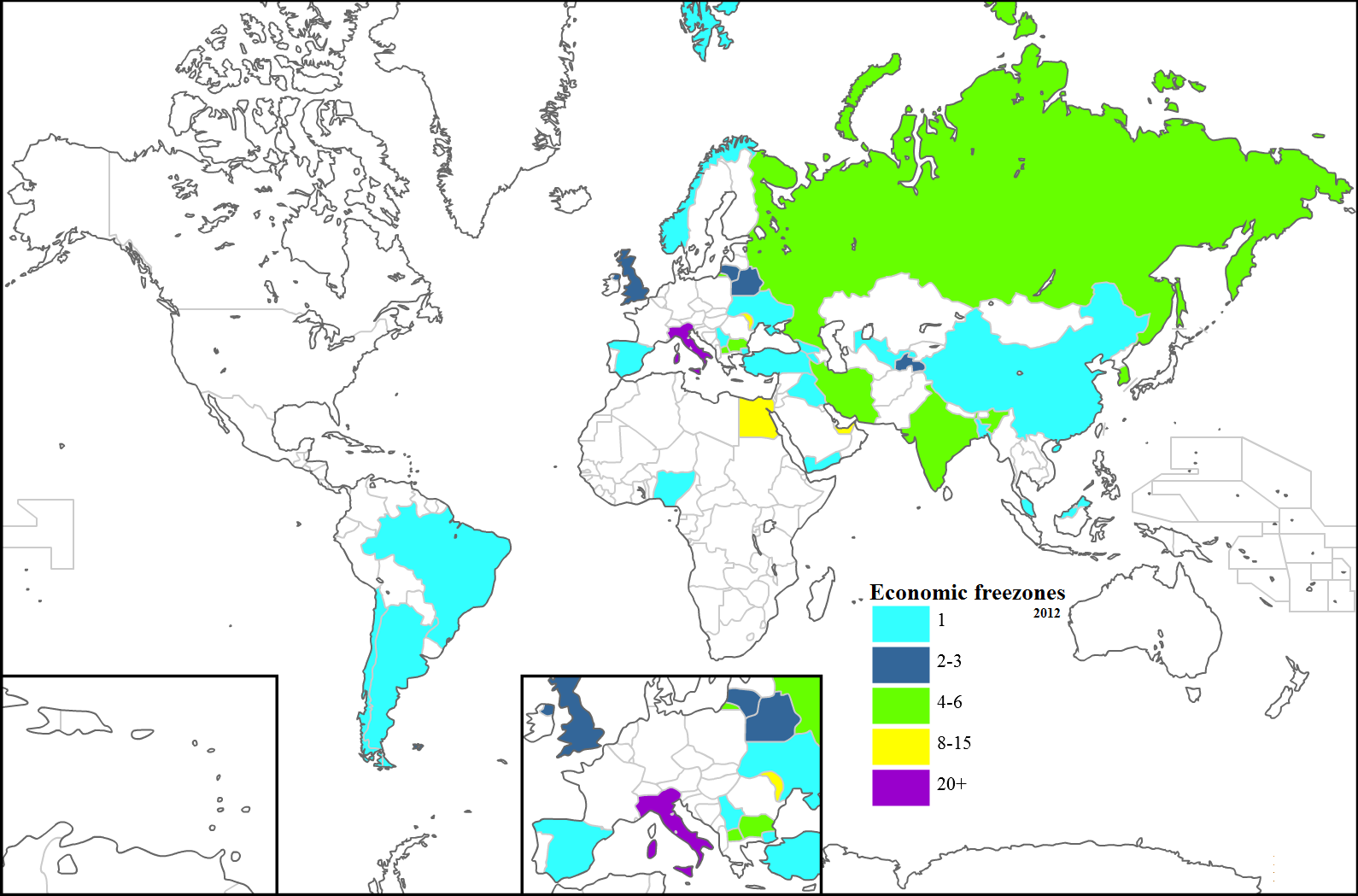

Ві́льна економі́чна зо́на (ВЕЗ) — частина території країни, виділена із загального митного кордону держави, яка має повну свободу в режимі господарських питань, з особливим режимом управління і пільговими умовами діяльності, податковими пільгами для місцевих підприємців та іноземних фірм.
У своєму життєвому циклі ВЕЗ проходять 3 фази:
- Розвиток — зростає приплив іноземного капіталу та збільшується експорт виробленої в зоні продукції, виробництво стає високоефективним.
- Зрілість — приплив іноземних інвестицій стабілізується, експорт продукції зростає.
- Спад — приплив іноземних інвестицій падає, іноземних інвесторів витискають місцеві фірми, виробничі потужності викупляють національні компанії.

## Історія виникнення
Спеціальні (вільні) економічні зони (СЕЗ/ВЕЗ) різних функціональних типів, зони підприємництва та партнерства, цільові програми регіонального розвитку і території пріоритетного розвитку (ТПР) зі спеціальним режимом інвестиційної діяльності (СРІД) широко використовуються у світовій господарській практиці для розв'язання різномасштабних соціальних і господарських завдань.
Перші відомості про ВЕЗ припадають на 166 р. до н. е., коли на острові Делос було створено порт вільної торгівлі. Панування товарних відносин і природна спеціалізація окремих країн на виробництві різних видів товарів, прикордонне співробітництво регіонів у середні віки сприяли розвитку міжнародної торгівлі. Це, у свою чергу, спонукало держави до регламентації зовнішньоторговельних відносин через запровадження режимів митного контролю, стягнення податків та митних платежів.
Будь-яка заборона спричиняє прагнення до її скасування або пом'якшення, однією з форм якого стали зовнішньоторговельні зони (порто-франко). У XIX—XX ст. людство знову звернулося до механізму вільних економічних зон. Відправною географічною точкою відновлення інтересу до зон став аеропорт Шеннон в Ірландії, економічні успіхи якого в 50-ті роки ХХ ст. спричинили справжній «бум» зонування. Нині вільні економічні зони широко використовуються у господарській практиці багатьох країн — промислово розвинених, країн, що розвиваються, та держав, які мали централізовано керовану економіку. Основними мотивами заснування ВЕЗ країни їх розміщення визнають необхідність забезпечення сприятливих умов для цільового соціально-економічного розвитку, ефективне використання вигідного транспортно-географічного та геополітичного розташування, вирішення проблем зайнятості, проведення локального господарського експерименту тощо. Для стимулювання економічного розвитку (інвестиційної, інноваційної, виробничої, торговельної діяльності) крім ВЕЗ використовуються інші специфічні територіально-господарські утворення  [Архівовано 15 липня 2020 у Wayback Machine.].

## Поняття та цілі ВЕЗ
Спеціальні (вільні) економічні зони створюються Верховною Радою України за ініціативою Президента України, Кабінету Міністрів України або місцевих Рад народних депутатів України та місцевої державної адміністрації. Статус і територія спеціальної (вільної) економічної зони, а також строк, на який вона створюється, визначаються Верховною Радою України шляхом прийняття окремого закону для кожної спеціальної (вільної) економічної зони.
Техніко-економічне обгрунтування доцільності створення спеціальної (вільної) економічної зони має включати:
- мету, функціональне призначення та галузеву спрямованість її діяльності;
- етапи розвитку із зазначенням часу їх здійснення;
- ступінь розвитку виробничої і соціальної інфраструктури, інфраструктури підприємництва та можливості їх розвитку в майбутньому;
- вихідний рівень розвитку економічного, наукового та іншого потенціалу з урахуванням специфічних умов її створення;
- рівень забезпеченості кваліфікованими кадрами;
- обсяги, джерела та форми фінансування на кожному етапі її створення і розвитку;
- обгрунтування режиму ціноутворення, оподаткування, митного регулювання, валютно-фінансового та кредитного механізму.
Спеціальною (вільною) економічною зоною вважається частина території України, на якій встановлено спеціальний правовий режим господарської діяльності, особливий порядок застосування та дії законодавства України. На території спеціальної (вільної) економічної зони можуть запроваджуватися пільгові митні, податкові, валютно-фінансові та інші умови підприємництва вітчизняних та іноземних інвесторів  [Архівовано 8 лютого 2010 у Wayback Machine.].
Вільні економічні зони є одним з елементів здійснення інтеграційних процесів і структурних перетворень у світовій економіці. Це один з інструментів досягнення відкритості економіки України зовнішньому світові і стимулювання міжнародного економічного співробітництва на основі залучення іноземних інвестицій.
Спеціальні (вільні) економічні зони створюються з метою залучення інвестицій та ефективного їх використання, активізації спільно з іноземними інвесторами підприємницької діяльності з метою збільшення експорту товарів, поставок на внутрішній ринок високоякісної продукції і послуг, впровадження нових технологій, розвитку інфраструктури ринку, поліпшення використання природних, матеріальних і трудових ресурсів, прискорення соціально-економічного розвитку України  [Архівовано 8 лютого 2010 у Wayback Machine.].
Для вільних економічних зон характерні певні принципи формування безвідносно до типу та місця розміщення. Саме за цими принципами і визначається можливість віднесення окремих об'єктів до територіальних формувань даного типу.
Цілі створення вільних економічних зон полягають в необхідності вирішення нагальних проблем країни  [Архівовано 15 липня 2020 у Wayback Machine.]:
- залучення іноземних і вітчизняних інвестицій;
- стимулювання виробництва;
- досягнення збалансованості економічного розвитку відповідних регіонів країни;
- ефективного розміщення та використання їх матеріальних, трудових та інших ресурсів.

## Види ВЕЗ
Згідно із Законом України «Про загальні засади створення і функціонування спеціальних (вільних) економічних зон» в Україні залежно від господарської спрямованості та економіко-правових умов діяльності можуть створюватися такі СЕЗ: вільні митні зони і порти, експортні, транзитні зони, митні склади, технологічні парки, технополіси, комплексні виробничі зони, туристсько-рекреаційні, страхові, банківські тощо. Окремі зони можуть поєднувати в собі функції, властиві різним типам спеціальних (вільних) економічних зон, зазначених у цій статті  [Архівовано 8 лютого 2010 у Wayback Machine.].
Господарський кодекс України визначає поняття та основні типи спеціальних економічних зон [Архівовано 4 травня 2022 у Wayback Machine.]:
1. зовнішньоторговельні зони — частина території держави, де товари іноземного походження можуть зберігатися, купуватися та продаватися без сплати мита і митних зборів або з їх відстроченням. Формами організації таких зон можуть бути вільні порти (порто-франко), вільні митні зони (зони франко) та митні склади;
2. комплексні виробничі зони — частина території держави, на якій запроваджується спеціальний (пільговий податковий, валютно-фінансовий, митний тощо) режим економічної діяльності з метою стимулювання підприємства, залучення інвестицій у пріоритетні галузі господарства, розширення зовнішньоекономічних зв'язків, запозичення нових технологій, забезпечення зайнятості населення. Вони можуть мати форму експортних виробничих зон, де розвивається насамперед експортне виробництво, орієнтоване на переробку власної сировини та переважно складальницькі операції, та імпортоорієнтованих зон, головна функція яких — розвиток імпортозамінних виробництв;
3. науково-технічні зони — це СЕЗ, спеціальний правовий режим яких орієнтований на розвиток наукового і виробничого потенціалу. Вони можуть існувати у формі регіональних інноваційних центрів — технополісів, районів інтенсивного наукового розвитку, високотехнологічних промислових комплексів, науково-виробничих парків (технологічних, дослідних, промислових, агропарків), а також локальних інноваційних центрів та опорних інноваційних пунктів;
4. туристично-рекреаційні зони — це СЕЗ, які створюються в регіонах, що мають багатий природний, рекреаційний та історико-культурний потенціал, з метою ефективного його використання і збереження, а також активізації підприємницької діяльності (в тому числі із залученням іноземних інвесторів) у сфері рекреаційно-туристичного бізнесу;
5. банківсько-страхові (офшорні) зони — це зони, в яких запроваджується особливо сприятливий режим здійснення банківських та страхових операцій в іноземній валюті для обслуговування нерезидентів. Офшорний статус надається банківським та страховим установам, які були створені за участю лише нерезидентів і обслуговують лише ту їхню підприємницьку діяльність, що здійснюється за межами України;
6. зони прикордонної торгівлі — частина території держави на кордонах із сусідніми країнами, де діє спрощений порядок перетину кордону і торгівлі.

Крім зазначених в Україні можуть створюватися СЕЗ інших типів, а також комплексні спеціальні (вільні) економічні зони, які поєднують у собі риси та елементи зон різних типів. СЕЗ можуть бути класифіковані й за іншими критеріями.
Так, за ознакою відкритості розрізняють СЕЗ інтеграційні (діяльність яких спрямована на тісну взаємодію з позазональною економікою країни) та анклавні (орієнтовані на зв'язки із зовнішнім ринком).
Залежно від місцезнаходження СЕЗ поділяються на зовнішні (розміщені на кордоні з іншими державами) та внутрішні (розміщені у внутрішніх районах країни).

## ВЕЗ в Україні
На території спеціальної (вільної) економічної зони мають право функціонувати будь-які суб'єкти економічної діяльності згідно із законодавством України та законом про створення цієї зони.
Загальна територія, на яку поширюється режим СЕЗ та ТПР — 6360 тис.га, або 10,5 % території України. Кількість областей України, на які поширюються режим СЕЗ та ТПР — 12. Кількість районів України, на які поширюються режими СЕЗ та ТПР — 41. Кількість міст України, на які поширюються режими СЕЗ та ТПР — 58  [Архівовано 7 вересня 2008 у Wayback Machine.].
За даними Державної податкової адміністрації України (ДПА) затверджено 412 інвестиційних проектів, кошторисною вартістю 1, 659 мільярдів доларів США, а також залучено інвестицій на суму 543,5 млн дол. США крім того, створено і збережено 62,4 тисячі робочих місць. Вільні економічні зони підприємництва, або спеціальні економічні зони (скорочено ВЕЗ або СЕЗ), які створюються та діють в Україні, регулюються Законом України «Про загальні засади створення і функціонування спеціальних (вільних) економічних зон» (від 13.10.92 р. № 2673-ХІІ). Теоретичні засади функціонування СЕЗ в Україні розроблено державним діячем та науковцем Лукашиком Степаном Івановичем.
З метою залучення інвестицій практично по кожній СЕЗ чи ТПР законодавчо передбачено цілий ряд податкових та інших пільг. Типовими для більшості СЕЗ і ТПР є податкові та митні пільги щодо: ввізного мита, податку на додану вартість, податку на прибуток, збору до фонду зайнятості плати за землю та акцизного збору  [Архівовано 7 вересня 2008 у Wayback Machine.].
Іноземним працівникам гарантується переведення їх доходів, одержаних від роботи у спеціальній (вільній) економічній зоні, за кордон, включаючи накопичення та проценти на них у фінансово-кредитних установах спеціальної (вільної) економічної зони. Громадяни України, які працюють у спеціальній (вільній) економічній зоні, мають право відкривати у вказаних установах спеціальної (вільної) економічної зони та за її межами на території України рахунки у валюті заробітної плати. Українські та іноземні громадяни, які працюють у спеціальній (вільній) економічній зоні, можуть вкладати свої кошти в будь-які не заборонені законом види підприємницької діяльності як на території спеціальної (вільної) економічної зони, так і за її межами на території України.
Відповідно до законодавства в Автономній Республіці Крим та 12 областях України функціонувало 12 спеціальних економічних зон (СЕЗ) та 72 території пріоритетного розвитку (ТПР) зі спеціальним режимом інвестиційної діяльності. На даний час функціонує тільки 10 СЕЗ.
Спеціальні (вільні) економічні зони [Архівовано 7 вересня 2008 у Wayback Machine.]:
1. «Азов» (м. Маріуполь)
2. «Донецьк»
3. «Закарпаття»
4. «Інтерпорт Ковель» (Волинська область)
5. «Курортополіс Трускавець» (Львівська область)
6. «Миколаїв» (Миколаївська область)
7. «Порто-франко» (м. Одеса)
8. «Порт Крим» (Автономна Республіка Крим)
9. «Рені» (Одеська область)
10. «Славутич» (Київська область)
11. «Яворів» (Львівська область)
12. «Сиваш» (Автономна Республіка Крим): Території пріоритетного розвитку із спеціальним режимом інвестиційної діяльності  [Архівовано 7 вересня 2008 у Wayback Machine.]:
13. В Автономній Республіці Крим
14. У Волинській області
15. В Донецькій області
16. В Закарпатській області
17. В Житомирській області
18. В Луганській області
19. В Чернігівській області
20. В м. Харків
21. В м. Шостка Сумської області

Контроль за дотриманням суб'єктами господарювання умов виконання зобов'язань щодо реалізації інвестиційних проектів на території СЕЗ здійснюється органом господарського розвитку, центральним органом виконавчої влади з питань економічної політики разом з іншими центральними та місцевими органами виконавчої влади відповідно до їх повноважень.
На території спеціальної (вільної) економічної зони не дозволяється діяльність, що суперечить міжнародним угодам, учасником яких є Україна.
На спеціальну (вільну) економічну зону поширюються положення конвенцій Міжнародної організації праці, ратифікованих Україною. Підприємства, що діють у спеціальній (вільній) економічній зоні, повинні дотримувати принципів тристоронньої декларації Міжнародної організації праці про багатонаціональні підприємства і соціальну політику. Законодавчий акт про створення кожної спеціальної (вільної) економічної зони має визначати конкретні вимоги, що випливають з положень зазначених конвенцій і принципів згаданої декларації.